# Оклаце
Оклаце (често и назив Оклаца) (алб. Окллацë) је насеље у општини Зубин Поток на Косову и Метохији. Атар насеља се налази на територији катастарске општине Оклаце површине 2.131 ха. Смештено је на југозападним обронцима планине Мокра Гора, у сливу Оклачког потока, који долази истиче из језера на Мокрој Гори и некад се уливао у Брњачку реку, на месту званом Саставци а сада изградњом језера Газиводе на Ибру директно у акумулацију. Постоје и остаци старијег становништва које је оставило за собом насеље Црквину код Ораха и гробље у Трњанској мали. Становништво Оклаца је углавном досељено из Црне Горе, из племена Куча, Дробњака, Морачана. Становништво се углавном иселило последњих деценија у Крагујевац, Краљево и Смедерево. После ослобађања од турске власти место је у саставу Звечанског округа, у срезу митровичком, у општини брњачкој и 1912. године има 391 становника (заједно са засеоцима: Добрићи, Јанковићи, Ковачевићи, Радићи и Станићи).

## Географија
Село је у сливу Оклачког Потока, који долази од Језера на Мокрој и утиче у Брњачку Ријеку. По свом положају оно је слично Брњаку, од кога га дели пространа коса. Изнад села су Каменик, Каменичко Брдо и Мокра Планина, док је само село на странама рашчлањеним потоцима. Између тих потока се јављају мање заравни; које носе посебне топографске називе: Бабићко Брдо, Гувнице, Житнице, Алауша, Просина, Морача, Трњани, Глобареван Оранице, Калуђерска Ливада, Јагодњача, Црна Ријека (лцваде).
Због таквог рељефа насеље је разбијеног типа. Куће су груписане по махалма на братственичкој основи, Главне су махале: Станићи, Ковачевићи, Габићи, Радићи, Костовићи, (Станићи), Јанковићи, Добрићи и Трњанска. Кућа има много више на присојној страни. У овом делу села су и остаци старога насеља: Црквина код Ораха и гробље у Трњанској Махали.

## Историја
Садашња братства у Оклацу досељена су у току последњих 200 година. Родови су: Станићи (20 кућа., Св. Арханђео и Велика госпођа), пореклом из Мораче. Дошли су пре 150 година три брата; један отишао у Суво Грло (Метохиски Подгор) од кога су данашњи Томашевићи; други у Рајетиће (Рогозна), а трећи, Стојадин, остао у Оклацу. Од три сина удовице Стане су оклачки Станићи; њих има исељених у Ђаке код Куршумлије и у Н. Пазару.

## Порекло становништва
Порекло становништва по родовима:
- Колатовићи (10 кућа.), дошли су из Брњака и населили Бабиће, заселак Оклаца
- Радићи (2 кућа., Св. краљ Дечански), род су са Соврлићима у Бурлатима, који су се одавде тамо иселили.
- Добрићи (12 кућа.) такође су Коматовићи из Брњака.
- Милићевићи (4 кућа., Св. Никола) не знају тачно своје порекло. Кажу да су из Црне Горе.
- Јанковићи (7 кућа.) и Ковачевићи (4 кућа., Св. Ђорђе, род су са Дробњацима из Пресјеке. У селу се тврди да су се Јанковићи први од свих населили у Оклацу.

## Демографија
Према проценама из 2009. године које су коришћене за попис на Косову 2011. године, ово место је ненасељено
| Година       | 1912 | 1948 | 1953 | 1961 | 1971 | 1981 | 1991 | 2011 |
| ------------ | ---- | ---- | ---- | ---- | ---- | ---- | ---- | ---- |
| Становништво | 391  | 410  | 429  | 449  | 418  | 264  | 166  | 103  |

|  |